# Dokumenthantering
Dokumenthantering är handhavandet av handlingar (dokument) från det att de skapas (upprättas) intill arkivställning eller utgallring (förstöring). Dokumentförvaltning är ett annat ord.
Dokumenthantering och arkivering/arkivhantering bildar en enhet under en handlings hela livscykel.
Dokumenthantering definieras i den internationella standarden: ISO 15489:2001
Dokumenthantering omfattar bland annat:
- Identifiering av informationsbehovet och därtill nödvändiga dokument (handlingar) i aktuell organisation
- Utformning av dokument (handlingar)
- Versionshantering
- Handläggningsrutiner
- Dokumentframställning; hållbarhet på informationsmediet (Arkivbeständighet) (papper, film, cd-rom et.c.) och utskriften (bläck, mm)
- Utarbetande av dokumenthanterings- och arkivbildningsplaner (DA-plan)
- Sökhjälpmedel